# جان-دیوید اف بارتو
جان-دیوید فرنسیس بارتو (به انگلیسی: John-David Francis Bartoe) فضانورد اهل کشور ایالات متحده آمریکا است که در ۱۷ نوامبر ۱۹۴۴ میلادی در آبینگتون، پنسیلوانیا زاده شد. وی در مأموریت اس‌تی‌اس-۵۱-اف حضور داشته است.